# Dermatophagoides
Dermatophagoides é um género de ácaros da família Pyroglyphidae presente na poeira intradomiciliar em todo o mundo. Existem duas espécies mais prevalentes no Brasil - Dermatophagoides pteronyssinus e D. farinae. O ácaro Dermatophagoides é considerado o principal agente causador de alergia respiratória no Brasil junto com outro ácaro conhecido como Blomia tropicalis.
Pode causar sensibilização e crises de asma e rinite alérgica em indivíduos susceptíveis, através da inalação de partículas provenientes do corpo e principalmente de suas fezes (bolotas fecais), onde encontram-se enzimas digestivas como proteases que são altamente sensibilizantes.
Alimenta-se de fungos e material biológico em decomposição como pele humana descamada. São nômades e encontrados no ambiente doméstico em grupos, infestando todos os locais da residência, sobretudo onde encontrar alimentos em abundância como travesseiros, colchões, almofadas, sofás de pano, tapetes, bichos de pelúcia, etc.

## References
1. ↑  «Ácaros: quem é e como se livrar deles»